# Burnout 3: Takedown
Burnout 3: Takedown es un videojuego de carreras desarrollado por Criterion Studios y distribuido por Electronic Arts que salió a la venta el 18 de septiembre de 2004 para las plataformas Xbox y PlayStation 2.
Es la tercera entrega de la saga Burnout, y la primera en ser distribuida por EA Games tras el cierre de Acclaim, estando este más cuidado en cuanto a gráficos y sonido. Una versión para Nintendo Gamecube tenía que lanzar este juego pero fue cancelado por razones desconocidas. La secuela de este juego es Burnout Revenge. Burnout otorga un garaje con 65 automóviles que se desbloquean realizando carreras ilegales en calles que simulan ciudades reales, plagadas de tráfico con el que el jugador puede chocar.

## Modos de juego

### Un jugador
Hay cinco modos de juego, incluyendo dos modos de carrera y tres modos de choque. Antes de empezar el juego, los jugadores eligen su vehículo fijándose en la velocidad y el peso. En los modos de carrera, el jugador gana impulso conduciendo por las vías restringidas, y causando que los coches competidores choquen (llamado "Takedown"). En el modo carrera, el objetivo es ganar la carrera alrededor de la pista como un juego de carreras estándar, mientras que en el modo "Furia al volante", el jugador debe chocar con un determinado número de oponentes controlados por la computadora.
En el modo choque, el jugador no está compitiendo en una pista contra los oponentes. En lugar de ello, en cada intento de choque, el jugador corre a altas velocidades hacia una intersección y trata de hacer la mayor cantidad monetaria provocando daños a los vehículos allí como sea posible, mientras que recoge dinero y multiplicadores de bonos. Los tres modos de choque son muy similares. En algunos, conduces solo, en otros, como un equipo con una puntuación combinada, etc, pero el objetivo de hacer el mayor daño sigue siendo el mismo.
En cualquier modo, las medallas se concederán para el logro de ciertos resultados. Estas medallas se utilizan para desbloquear pistas y vehículos ocultos.
Burnout 3: Takedown ofrece 173 eventos diferentes en el modo offline, y 67 coches para desbloquear, entre ellos un autobús urbano, un camión de bomberos, y un camión de la basura, todos muy recomendados para el modo choque. También existe el juego online donde hasta seis jugadores pueden competir en una carrera, y ocho jugadores pueden competir en un evento de choque. En las carreras en línea, hay menos agresiones que en un único jugador. Los corredores debe centrarse en buenos drifts y evitar el tráfico, no solo de los takedowns, con el fin de ganar. Esto le da al en línea una sensación diferente al del modo de un solo jugador. Existe una variante conocida como carreras Road Rage donde los jugadores se dividen en dos equipos. El equipo azul recibe un período de tres segundos de ventaja inicial y debe conducir un cierto número de millas sin ser eliminado por takedowns. El equipo rojo intenta eliminar al equipo azul, antes de llegar a la línea de meta.

### Multijugador
En multijugador offline es igual al modo de un jugador con algunas variantes en las reglas, en multijugador no hay modo contrarreloj, hay dos modos de juego exclusivos para el multijugador.
- Party crash: este es el único modo multijugador que solo requiere un control. En este modo se compite entre 2 o hasta 8 jugadores, los ocho jugadores compiten por tener la mayor cantidad en dinero por daños causados, ganará el jugador que haya sumado más daño al final de la partida.

- Double impact: en este modo los dos jugadores chocarán y quien haya sumado más dinero ganará.

En el modo furia al volante, al igual que en el juego en línea hay una pequeña variante, el jugador que obtenga 10 "Takedowns" o el jugador que aguante más sin ser destrozado ganará.

## Localizaciones
El juego está dividido en tres áreas: EE. UU., Europa y el Lejano Oriente. La ubicación exacta de las pistas es tan diferente como las pistas de las previas ediciones Burnout. Un nuevo activo para la pistas son los entornos del mundo real como edificaciones y vehículos famosamente conocidos en estos lugares: En la pista de Downtown, las famosas vías de "metro" elevadas de Chicago pueden verse, en la pista Waterfront, el San Diego Convention Center es posible de ver, y en la pista Riviera, el casino de Montecarlo es visto brevemente. En cuanto al aspecto de vehículos, los pequeños taxis de tres ruedas llamados tuk - tuks, que se encuentran en todo Bangkok, se puede ver en la pista de oro de la ciudad. Sin embargo, los verdaderos nombres de estos lugares nunca se muestran en el juego.
Las pistas son:
| Ubicación      | Nombre de la pista | Equivalente en la vida real |
| Estados Unidos | Silver Lake        | 🇺🇸Rocky Mountain Nat. Park: un lago silente y cristalino rodeado por acantilados de granito y vecindado por una durmiente calle principal de la ciudad!                                                                                                |
| Estados Unidos | Downtown           | 🇺🇸Chicago: Las apretadas calles y congestionadas avenidas de una gran ciudad envían a tus enemigos en el tren elevado. Un circuito construido para pensamientos precisos y rápidos reflejos contra el tráfico.                                         |
| Estados Unidos | Waterfront         | 🇺🇸San Diego: Una pista de ritmo rápido lleno de giros rápidos apretados, vías transitadas y un intrigante sistema de tranvía a través del Gaslamp Quarter.                                                                                             |
| Estados Unidos | Kings of the Road  | Una carrera lineal empezando de Downtown, atravesando la autopista de Waterfront y finalizando en Silver Lake. |
| Estados Unidos | Lakeside Getaway   | Silver Lake - Waterfront |
| Estados Unidos | Mountain Parkway   | Silver Lake - Downtown |
| Europa         | Alpine             | 🇪🇺Autobahn: Un largo y ancho sistema de autopistas pasando por el Castillo Gloriso, picos nevados, casetas de peaje y gasolineras peligrosamente construidos. Una larga pista con una pequeña visión de Europa.                                        |
| Europa         | Vineyard           | 🇫🇷Aviñón: Atraviesa los hermosos y serpenteantes caminos del sur de Francia haciendo énfasis en el antiguo Palacio Papal continúa por la zona donde están los cafés en las aceras circundantes de los viñedos.                                         |
| Europa         | Winter City        | 🇦🇹Vienna: La Catedral de San Esteban, una pequeña Autobahn y el Palacio Imperial de Hofburg bordean la pista cubierta de nieve. |
| Europa         | Riviera            | 🇲🇨Mónaco: Basado en el circuito rápido de Montecarlo, lleno de caminos y túneles retorcidos. |
| Europa         | Coastal Dream      | Riviera - Vineyards |
| Europa         | Continental Run    | Vineyards - Autobahn |
| Europa         | Alpine Expressway  | Winter City - Riviera |
| Europa         | Frozen Peak        | Winter City - Alpine |
| Lejano Oriente | Golden City        | 🇹🇭Bangkok: Una ruta de ritmo rápido a través de mercados antiguos y revestidos de neón, monorrieles y autopistas modernas elegantemente diseñados, pero bastante plagadas de tráfico.                                                                  |
| Lejano Oriente | Dockside           | 🇨🇳Hong Kong: Una pista alrededor de los caminos empinados y sinuosas rutas panorámicas a las afueras del centro de Hong Kong, pasando por un atareado puerto de atraque, una terminal de ferry vulnerable y las torres Lippo Center.                   |
| Lejano Oriente | Island Paradise    | 🇹🇭Ko Samui: Una amplia y pintoresca pista con áreas a través de la jungla y con terminales de autobuses aparcados para todos esos turistas. No te distraigas con sus hermosas vistas al mar, ya que el más mínimo error puede sacarte de la carretera. |
| Lejano Oriente | Tropical Drive     | Island Paradise - Golden City |

## Novedades jugables
La principal novedad de este juego respecto a versiones anteriores son los "Takedown" (derribar). Un "Takedown" consiste en hacer chocar a un rival, consiguiendo con ello mejoras como "impulso" u obtener ventaja sobre el accidentado. Al igual que el jugador puede ejecutar "Takedowns" sobre sus rivales, los corredores de la CPU podrán realizarlos sobre el jugador. 
En función de la ejecución del choque, podrá tener uno de los siguientes nombres: 
- Takedown de muro: Al hacer chocar al rival contra un muro.

- Takedown de tráfico: Al hacer chocar al rival contra un vehículo ajeno a la carrera.

- Takedown psicológico: Al ejercer presión sobre el rival, este puede ponerse "nervioso" y acabar chocándose sin que el jugador lo haya tocado.

- Takedown distintivo: Son "Takedowns" especiales que se desbloquean bajo una serie de circunstancias, como realizarlo en una zona concreta o al hacer chocar al rival contra un objeto específico. En total son 20 repartidos en los distintos circuitos y son los siguientes:

Salí a pescar: Silver Lake. Se obtiene  al hacer un takedown a un rival sobre los acantilados en Silver Lake pero aventado al rival hacia el lago. La zona exacta es después de pasar por zona de tierra sinuosa y hasta antes de los túneles.
Rompe-Hogares: Silver Lake. Se obtiene al realizar un takedown a un rival en contra de una casa rodante o Movil Home.
Taladra Pilares: Downtown. Se obtiene al realizar un takedown a un rival en las columnas negras y amarillas que soportan las vías del ferrocarril elevado. Se encuentran repartidas por todo el circuito.
Parte y mitad: Downtown. Se obtiene al realizar un takedown a un rival en la apertura de la división del paso subterráneo.
Vía del tranvía Waterfront. Se obtiene al realizar un takedown a un rival en contra del tranvía de Waterfront. Cabe resaltar que es uno de takedowns más difíciles porque el tranvía no suele aparecer de forma recurrente.
Camión torpedo: Waterfront y Silver Lake. Se obtiene al realizar un takedown a un rival en contra de un tráiler que lleva una lancha motora en su remolque.
Eurovía del tranvía: Winter City. Es igual que el takedown de "Vía del tranvía", solamente que este debe realizarse en contra del tranvía que se encuentra en Winter City. De igual modo, es uno de los takedowns más complicados de lograr.
Cubierto de nieve: Winter City y Alpine. Se obtiene al realizar un takedown a un rival en contra de un Quitanieves, los cuales son las barredoras grandes y amarillas similares a un bulldozer.
Avalancha!: Alpine. Se obtiene al realizar un takedown a un rival en el puente colgante alpino.
Pagó el precio: Alpine. Se obtiene al realizar un takedown a un rival en las casetas de peaje de la Autobahn alpina.
Monumento a la Riviera: Riviera. Se obtiene al realizar un takedown a un rival en la rotonda que se encuentra en el circuito de la Riviera.
Atracadero Traumático: Riviera. Se obtiene al realizar un takedown a un rival en la zona donde se encuentra anclada la marina. Basta con estrellar al rival en contra de la pared del muelle para lograrlo.
Chocapuertas: Vineyard. Se obtiene al realizar un takedown a un rival en la puerta del arco de piedra que da acceso al casco antiguo de Vineyard.
Uvas de la ira: Vineyard. Se obtiene al realizar un takedown a un rival en contra de una furgoneta de vino. Se encuentran mayormente en la zona que atraviesa los viñedos.
Atasco en el mercado: Golden City. Se obtiene al realizar un takedown a un rival en la Plaza del Mercado, es la zona donde se encuentran bastantes puestos.
Tuk-Down! Golden City. Se obtiene al realizar un takedown a un rival en contra de un Tuk-Tuk, que, para mejores características, son los pequeños vehículos de tres ruedas que abundan en los circuitos asiáticos.
Pánico en el túnel: Dockside. Se obtiene al realizar un takedown a un rival en las divisiones que se encuentran dentro del túnel amarillo de este circuito.
Naufrágio!: Dockside. Se obtiene al realizar un takedown a un rival en cualquiera de las paredes del muelle industrial.
Apoteósico Selvático: Island Paradise. Se obtiene al realizar un takedown a un rival en la zona de tierra de la pista que se encuentra dentro de la selva.
No pierdas el autobús: Island Paradise. Se obtiene al realizar un takedown a un rival en contra de los autobuses turísticos que se encuentran estacionados cerca de la estatua gigante de Buda.

### Barra de impulso
Aunque en entregas anteriores ya había barra de impulso, en Burnout 3 ha sido mejorada. Para usarla en Burnout o Burnout 2, había que llenarla al completo, y el coche aceleraba hasta que se vaciaba, pudiendo el jugador volver a llenarla mientras estaba siendo usada, con lo que podía encadenar varias barras.
En esta nueva versión, el jugador puede hacer uso del "impulso" siempre que quiera durante el tiempo que quiera, siempre y cuando la barra no esté vacía.

## Banda sonora
La Banda sonora para Burnout 3: Takedown se caracteriza por poseer alrededor de 40 canciones, incluyendo Lazy generation y viene completo con comentarios de DJ Stryker (en España traducido como DJ Arturo, doblado por Arturo Grao locutor de Los 40 Dance) de la radioestación alternativa KROQ-FM en Los Ángeles (traducido como Crash FM en Máxima FM). Alternativamente, Burnout 3 soporta soundtracks creados por el usuario en la Xbox con el uso de la Xbox hard drive.

## Xbox Originals
Como parte del próximo servicio de descarga de Microsoft en diciembre del 2007, Burnout 3: Takedown estará disponible para su descarga para la Xbox 360 a un precio de 1200 Microsoft Points.